# Zentrale Umsteigestelle
Als Zentrale Umsteigestelle wird im öffentlichen Personennahverkehr (ÖPNV) eine zentrale Haltestelle bezeichnet, die als Umsteigeort im Linienverkehr oder auch zum Umstieg zwischen verschiedenen Verkehrsmitteln dient. Hierbei handelt es sich oft um einen Verkehrsknotenpunkt, einen Verknüpfungspunkt oder einen Taktknoten.

## Begriffsdeutung
Der Begriff wird teils synonym zu Zentraler Omnibusbahnhof (ZOB) verwendet, teils wird damit aber auch ein wichtiger (und „zentraler“) Knotenpunkt außerhalb eines ZOBs bezeichnet.
Im allgemeinen Sprachgebrauch findet der Begriff auch Verwendung für einen zentralen Ort der Stadt, der dem Übergang vom Fernverkehr auf den ÖPNV dient. Oft wird damit der Bahnhofsvorplatz gekennzeichnet, der vor allem in Großstädten als „zentrale Umsteigestelle zwischen Bahnhof und Stadt“ nicht nur der „Verknüpfung mit den verschiedenen innerstädtischen Verkehrsmitteln“ dient, sondern zudem während der Entwicklung der Großstädte im 19. und 20. Jahrhundert „immer mehr zu einem Fixpunkt in der stadträumlichen Ordnung“ wurde.

## Beispiele
- In Kempten (Allgäu) wird der noch bis Ende 2025[2] existierende Busbahnhof der Mona Allgäu als „Zentrale Bus-Umsteigestelle“ bzw. abgekürzt „ZUM“ bezeichnet.[3]
- In Chemnitz heißt die entsprechende Haltestelle Zentralhaltestelle.
- In Gera wird die Haltestelle Heinrichstraße der Straßenbahn Gera auch als Zentrale Umsteigestelle Heinrichstraße bezeichnet.[4]